# Петерс, Ротими
Ротими Петерс (англ. Rotimi Peters, р. 18 декабря 1955) — нигерийский легкоатлет, призёр Олимпийских игр.
Ротими Петерс родился в 1955 году. В 1984 на Олимпийских играх в Лос-Анджелесе он стал обладателем бронзовой медали в эстафете 4×400 м.